# Vicino da Ferrara
Vicino da Ferrara (fl. XV secolo) è stato un pittore italiano del XV secolo.

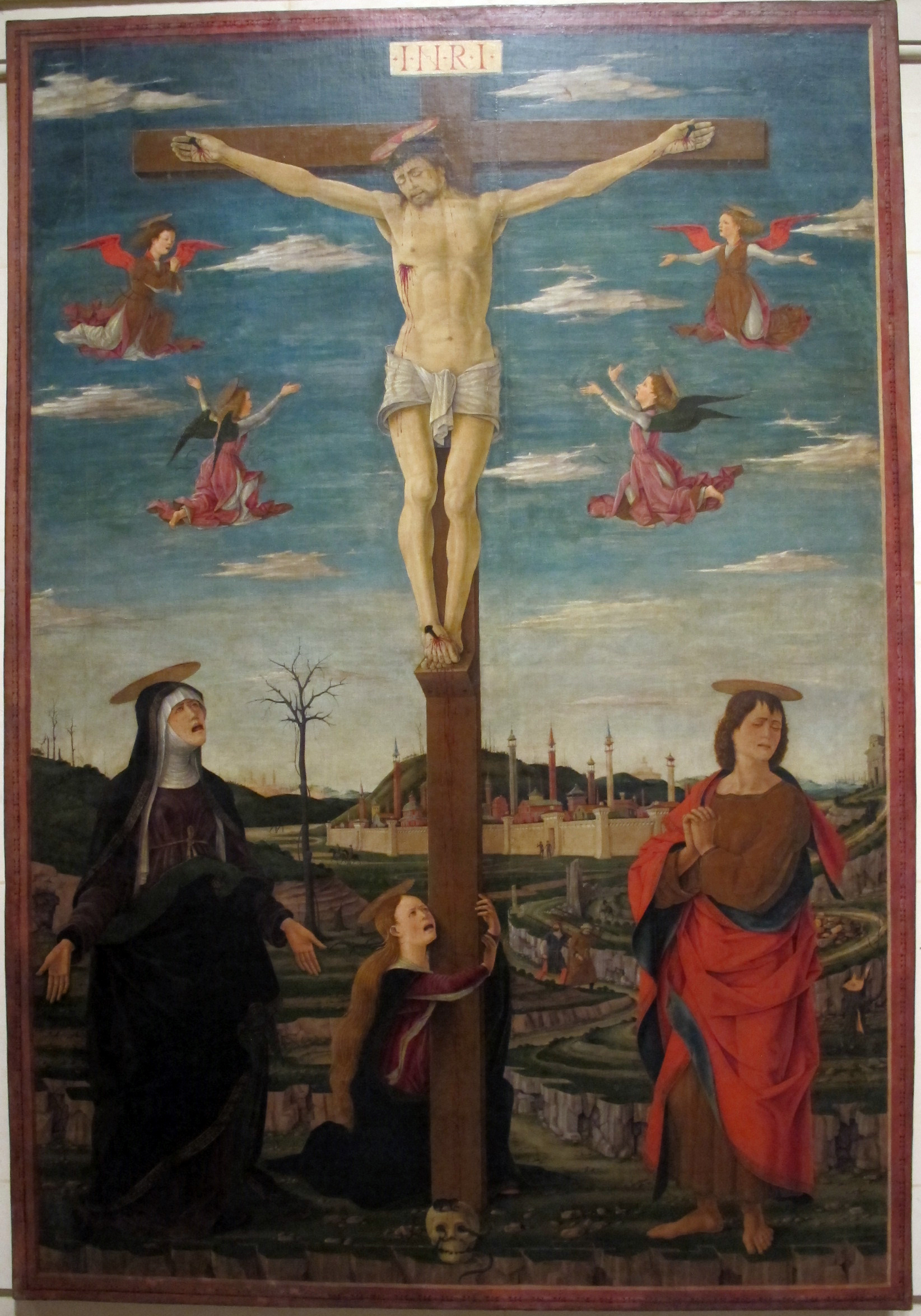
Crocifissione, Museo delle Arti decorative, Parigi

Viene spesso identificato con Baldassarre d'Este. 

## Biografia
Il nome "Vicino da Ferrara" fu proposto dallo storico dell'arte Roberto Longhi, negli anni 1930, per designare l'autore di numerosi dipinti che gli sembravano appartenere a un pittore, non ancora identificato con precisione ma appartenente alla scuola di Ferrara e vicino a Ercole de' Roberti. 
Longhi suggerì che questo pittore potesse essere Baldassarre d'Este. La menzione "Vicino da Ferrara" rimane tuttavia ancora utilizzata per alcune opere, in particolare nella galleria d'arte di Ferrara. 

## Opere
- San Girolamo, circa 1480, Berlino, Gemäldegalerie[5], dipinto che servì da punto di partenza per la ricostruzione dell'artista da parte di Longhi[6].
- Crocifissione, intorno al 1469/1470, Museo delle Arti decorative, Parigi[7].
- Ritratto di Borso d'Este, galleria d'arte al Castello Sforzesco (Milano).
- Annunciazione, 1465-1470 circa, Pinacoteca Nazionale di Ferrara.
- Pannello composto da San Giorgio, Collezione Heinemann, Zurigo e San Maurizio, Collezione Pio Falcò, Mombello[8].
- Serie di santi domenicani: San Tommaso d'Aquino e San Vincenzo Ferreri, precedentemente al Rheinisches Landesmuseum di Bonn[9].

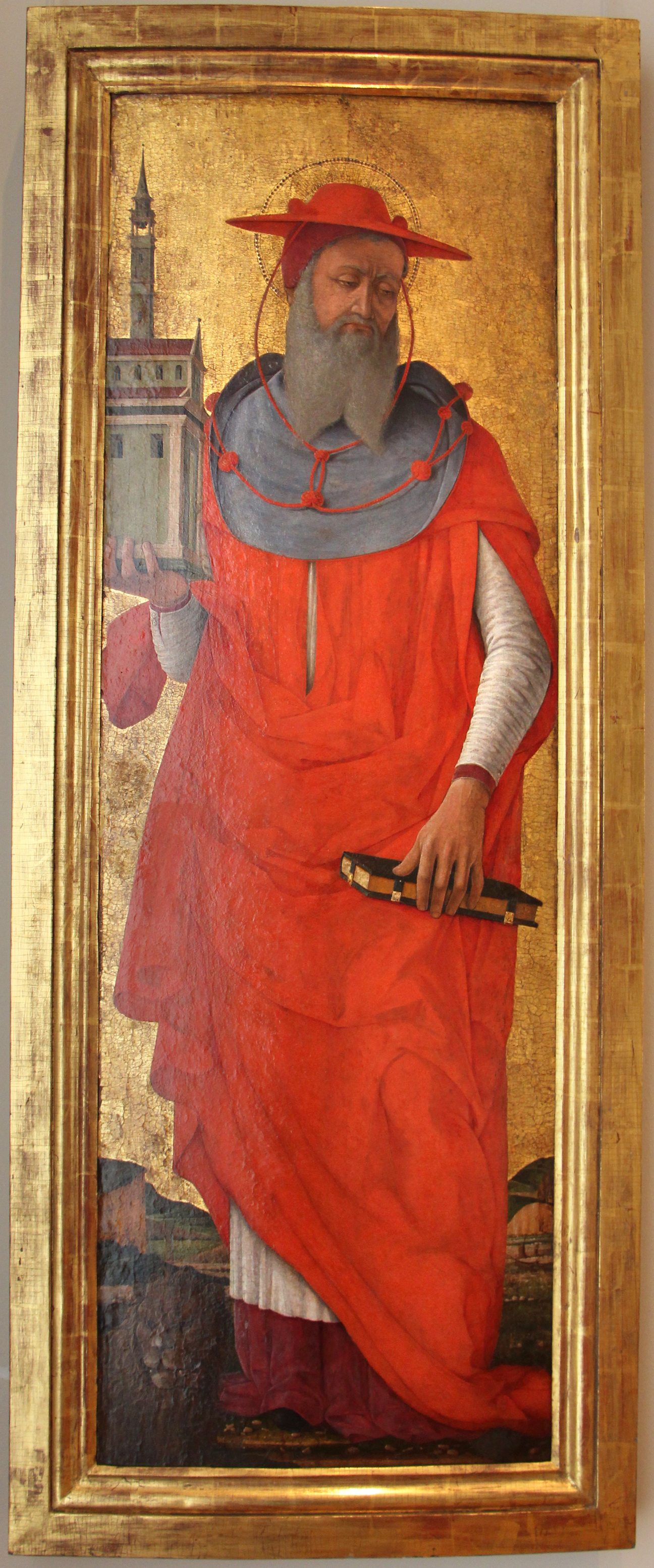
San Girolamo, Gemäldegalerie, Berlino
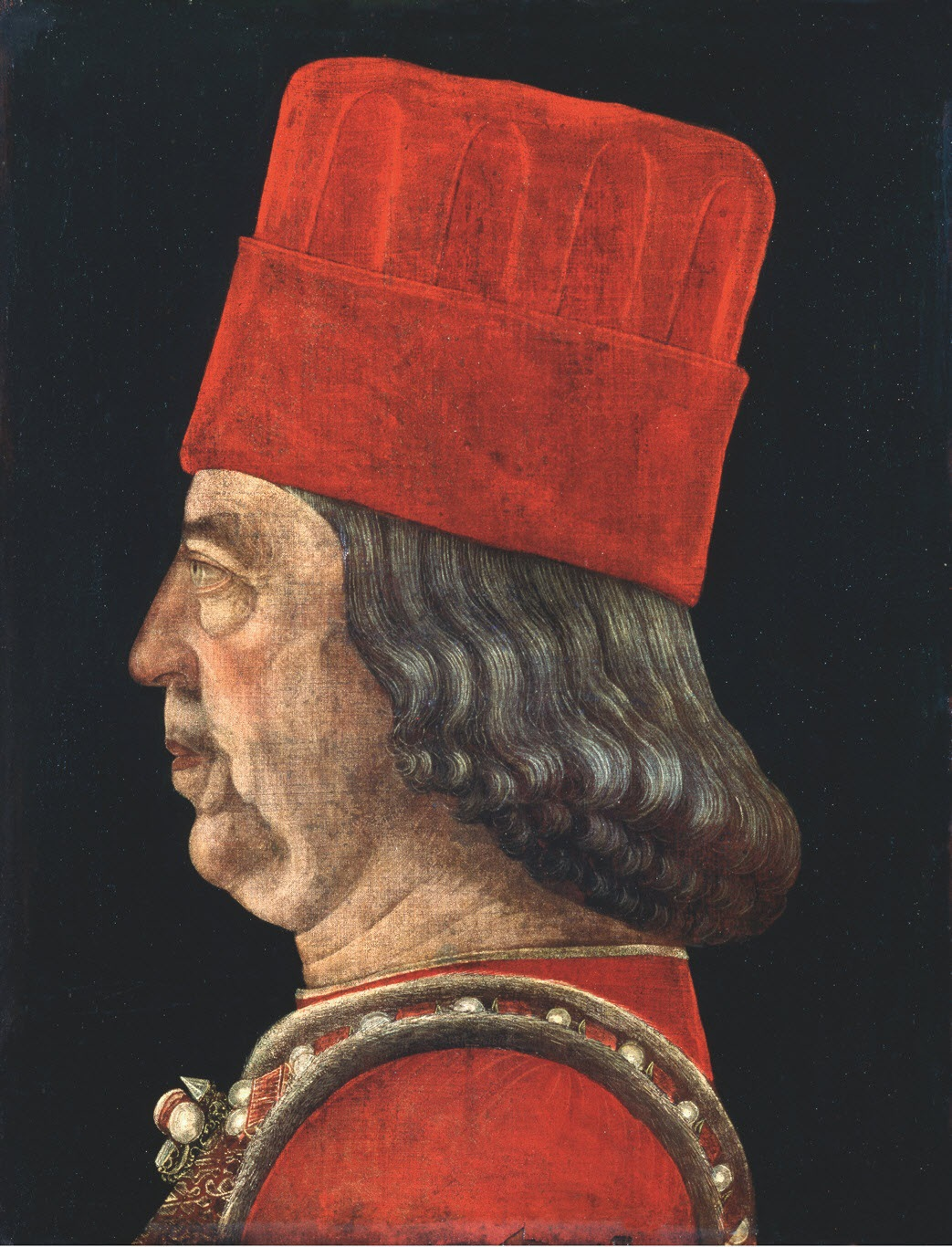
Ritratto di Borso d'Este, attribuito a Vicino da Ferrara, Pinacoteca del Castello Sforzesco, Milano.
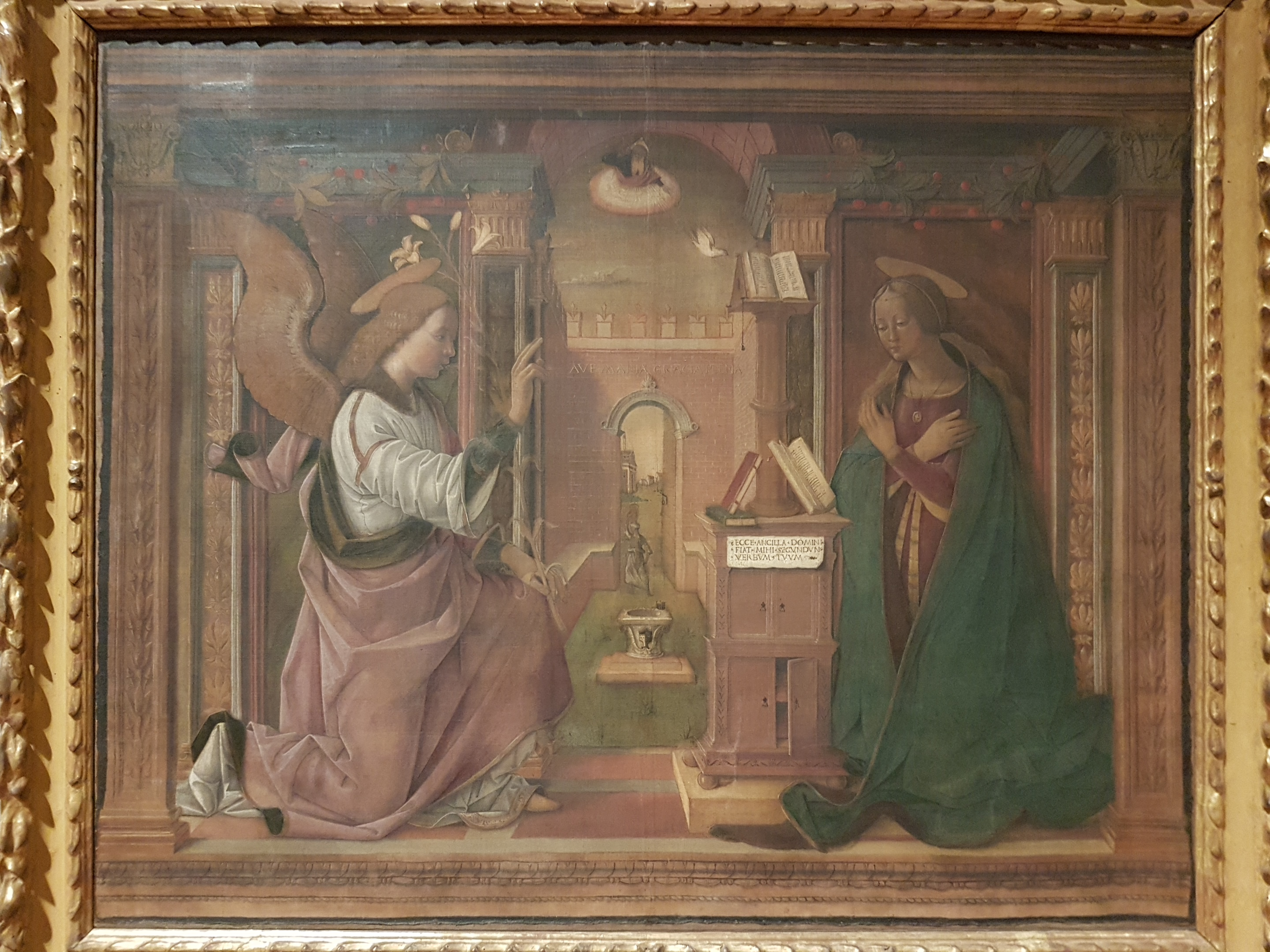
Annunciazione, Galleria d'arte nazionale di Ferrara